# Deuxième circonscription du Morbihan
La deuxième circonscription du Morbihan est l'une des six circonscriptions législatives françaises que compte le département du Morbihan.

## La circonscription depuis 1958

### Description géographique
Dans le découpage électoral de 1958, la deuxième circonscription du Morbihan était composée des cantons suivants :
- Canton d'Auray
- Canton de Belle-Île
- Canton de Belz
- Canton de Pluvigner
- Canton de Port-Louis
- Canton de Quiberon.

Sa délimitation n'a été modifiée ni par le découpage électoral de la loi n°86-1197 du 24 novembre 1986, ni par le redécoupage des circonscriptions législatives françaises de 2010, induit par l'ordonnance n° 2009-935 du 29 juillet 2009, ratifiée par le Parlement français le 21 janvier 2010.
D'après le recensement général de la population en 1999, réalisé par l'Institut national de la statistique et des études économiques (INSEE), la population totale de cette circonscription est estimée à 101349 habitants,.

### Historique des députations
| Législature | Début de mandat  | Fin de mandat     | Député           | Parti politique  | Observations |
| ----------- | ---------------- | ----------------- | ---------------- | ---------------- | --- |
| Ire         | 9 décembre 1958  | 9 octobre 1962    | Christian Bonnet | MRP              | Mandat écourté à la suite d'une dissolution parlementaire décidée par Charles de Gaulle.                                                                                                   |
| IIe         | 6 décembre 1962  | 2 avril 1967      | Christian Bonnet | MRP              | |
| IIIe        | 3 avril 1967     | 30 mai 1968       | Christian Bonnet | RI               | Mandat écourté à la suite d'une dissolution parlementaire décidée par Charles de Gaulle.                                                                                                   |
| IVe         | 11 juillet 1968  | 7 août 1968       | Christian Bonnet | RI               | Remplacé par Yvonne Stéphan à partir du 7 août 1968 à la suite de sa nomination au gouvernement.                                                                                           |
| IVe         | 7 août 1968      | 1er avril 1973    | Yvonne Stéphan   | RI               | Remplacé par Yvonne Stéphan à partir du 7 août 1968 à la suite de sa nomination au gouvernement.                                                                                           |
| Ve          | 2 avril 1973     | 13 mai 1973       | Christian Bonnet | RI               | Remplacé par Yvonne Stéphan à partir du 13 mai 1973 à la suite de sa nomination au gouvernement.                                                                                           |
| Ve          | 13 mai 1973      | 2 avril 1978      | Yvonne Stéphan   | RI               | Remplacé par Yvonne Stéphan à partir du 13 mai 1973 à la suite de sa nomination au gouvernement.                                                                                           |
| VIe         | 3 avril 1978     | 6 mai 1978        | Christian Bonnet | UDF              | Remplacé par Aimé Kergueris à partir du 6 mai 1978 à la suite de sa nomination au gouvernement. Mandat écourté à la suite d'une dissolution parlementaire décidée par François Mitterrand. |
| VIe         | 6 mai 1978       | 22 mai 1981       | Aimé Kergueris   | UDF              | Remplacé par Aimé Kergueris à partir du 6 mai 1978 à la suite de sa nomination au gouvernement. Mandat écourté à la suite d'une dissolution parlementaire décidée par François Mitterrand. |
| VIIe        | 2 juillet 1981   | 25 septembre 1983 | Christian Bonnet | UDF              | Démissionne à la suite de son élection au Sénat le 25 septembre 1983. Remplacé par Aimé Kergueris à la suite d'une élection partielle le 18 décembre 1983.                                 |
| VIIe        | 18 décembre 1983 | 1er avril 1986    | Aimé Kergueris   | UDF              | Démissionne à la suite de son élection au Sénat le 25 septembre 1983. Remplacé par Aimé Kergueris à la suite d'une élection partielle le 18 décembre 1983.                                 |
| VIIIe       | 2 avril 1986     | 14 mai 1988       | Aucun            | Aucun            | Proportionnelle par département, pas de député par circonscription. Mandat écourté à la suite d'une dissolution parlementaire décidée par François Mitterrand.                             |
| IXe         | 23 juin 1988     | 1er avril 1993    | Aimé Kergueris   | UDF              | |
| Xe          | 2 avril 1993     | 21 avril 1997     | Aimé Kergueris,  | UDF,             | Mandat écourté à la suite d'une dissolution parlementaire décidée par Jacques Chirac. |
| XIe         | 12 juin 1997     | 18 juin 2002      | Aimé Kergueris   | DL               | |
| XIIe        | 19 juin 2002     | 19 juin 2007      | Aimé Kergueris,  | UMP -DL,         | |
| XIIIe       | 20 juin 2007     | 19 juin 2012      | Michel Grall     | UMP              | |
| XIVe        | 20 juin 2012     | 20 juin 2017      | Philippe Le Ray  | DVD, app. UMP    | |
| XVe         | 21 juin 2017     | 21 juin 2022      | Jimmy Pahun      | Divers, app. REM | |

## Historique des élections

### Élections de 1958
|                    | Christian Bonnet élu | MRP            | 22 049 | 53,57  |  |  |  |
|                    | Emmanuel Le Visage   | SFIO           | 5 070  | 12,32  |  |  |  |
|                    | Georges Le Meur      | CRR            | 4 398  | 10,68  |  |  |  |
|                    | Ferdinand Thomas     | CNIP           | 4 044  | 9,82   |  |  |  |
|                    | Lucien Le Boulch     | PCF            | 3 418  | 8,3    |  |  |  |
|                    | Ernest-Michel Roose  | Radsoc         | 1 185  | 2,88   |  |  |  |
|                    | Jean Le Formal       | UFF            | 998    | 2,42   |  |  |  |
|                    |                      |                |        |        |  |  |  |
| Inscrits           | Inscrits             | Inscrits       | 55 392 | 100,00 |  |  |  |
| Abstentions        | Abstentions          | Abstentions    | 13 823 | 24,95  |  |  |  |
| Votants            | Votants              | Votants        | 41 569 | 75,05  |  |  |  |
| Blancs et nuls     | Blancs et nuls       | Blancs et nuls | 407    | 0,98   |  |  |  |
| Exprimés           | Exprimés             | Exprimés       | 41 162 | 99,02  |  |  |  |
| Source : Data.gouv |                      |                |        |        |  |  |  |

Le suppléant de Christian Bonnet était Joseph, dit Job Le Pévédic, industriel, ancien député, maire de Ploemel.

### Élections de 1962
|                    | Christian Bonnet sortant réélu | MRP            | 19 413 | 53,26  |  |  |  |
|                    | Léon Lechard                   | UNR-UDT        | 9 800  | 26,89  |  |  |  |
|                    | Albert Rivier                  | SFIO           | 3 630  | 9,96   |  |  |  |
|                    | Joseph Le Roux                 | PCF            | 3 608  | 9,9    |  |  |  |
|                    |                                |                |        |        |  |  |  |
| Inscrits           | Inscrits                       | Inscrits       | 54 939 | 100,00 |  |  |  |
| Abstentions        | Abstentions                    | Abstentions    | 17 794 | 32,39  |  |  |  |
| Votants            | Votants                        | Votants        | 37 145 | 67,61  |  |  |  |
| Blancs et nuls     | Blancs et nuls                 | Blancs et nuls | 694    | 1,87   |  |  |  |
| Exprimés           | Exprimés                       | Exprimés       | 36 451 | 98,13  |  |  |  |
| Source : Data.gouv |                                |                |        |        |  |  |  |

Le suppléant de Christian Bonnet était Étienne Laventure, exploitant agricole à Kervignac.

### Élections de 1967
|                    | Christian Bonnet sortant réélu | RI             | 23 392 | 55,44  |  |  |  |
|                    | Pierre Dugor                   | CD (PDM)       | 9 425  | 22,34  |  |  |  |
|                    | Albert Rivier                  | FGDS (SFIO)    | 4 812  | 11,4   |  |  |  |
|                    | René Mory                      | PCF            | 4 568  | 10,83  |  |  |  |
|                    |                                |                |        |        |  |  |  |
| Inscrits           | Inscrits                       | Inscrits       | 51 753 | 100,00 |  |  |  |
| Abstentions        | Abstentions                    | Abstentions    | 8 937  | 17,27  |  |  |  |
| Votants            | Votants                        | Votants        | 42 816 | 82,73  |  |  |  |
| Blancs et nuls     | Blancs et nuls                 | Blancs et nuls | 619    | 1,45   |  |  |  |
| Exprimés           | Exprimés                       | Exprimés       | 42 197 | 98,55  |  |  |  |
| Source : Data.gouv |                                |                |        |        |  |  |  |

La suppléante de Christian Bonnet était Yvonne Stéphan, chef d'entreprise, maire de Port-Louis.

### Élections de 1968
|                    | Christian Bonnet sortant réélu | RI (URP)       | 30 436 | 72,43  |  |  |  |
|                    | René Mory                      | PCF            | 4 760  | 11,33  |  |  |  |
|                    | Henri Pustoch                  | FGDS (SFIO)    | 4 349  | 10,35  |  |  |  |
|                    | Bernard Waquet                 | CD (PDM)       | 2 475  | 5,89   |  |  |  |
|                    |                                |                |        |        |  |  |  |
| Inscrits           | Inscrits                       | Inscrits       | 53 624 | 100,00 |  |  |  |
| Abstentions        | Abstentions                    | Abstentions    | 11 098 | 20,7   |  |  |  |
| Votants            | Votants                        | Votants        | 42 526 | 79,3   |  |  |  |
| Blancs et nuls     | Blancs et nuls                 | Blancs et nuls | 506    | 1,19   |  |  |  |
| Exprimés           | Exprimés                       | Exprimés       | 42 020 | 98,81  |  |  |  |
| Source : Data.gouv |                                |                |        |        |  |  |  |

La suppléante de Christian Bonnet était Yvonne Stéphan. Yvonne Stéphan remplaça Christian Bonnet, nommé membre du gouvernement, du 7 août 1972 au 1er avril 1973.

### Élections de 1973
|                    | Christian Bonnet sortant réélu | RI (URP)       | 30 057 | 68,33  |  |  |  |
|                    | Georges Le Gallo               | PS (UGSD)      | 6 480  | 14,73  |  |  |  |
|                    | René Mory                      | PCF            | 5 796  | 13,17  |  |  |  |
|                    | Paulin Jenot                   | SAV            | 1 649  | 3,74   |  |  |  |
|                    |                                |                |        |        |  |  |  |
| Inscrits           | Inscrits                       | Inscrits       | 55 404 | 100,00 |  |  |  |
| Abstentions        | Abstentions                    | Abstentions    | 10 526 | 19     |  |  |  |
| Votants            | Votants                        | Votants        | 44 878 | 81     |  |  |  |
| Blancs et nuls     | Blancs et nuls                 | Blancs et nuls | 896    | 2      |  |  |  |
| Exprimés           | Exprimés                       | Exprimés       | 43 982 | 98     |  |  |  |
| Source : Data.gouv |                                |                |        |        |  |  |  |

La suppléante de Christian Bonnet était Yvonne Stéphan. Yvonne Stéphan remplaça Christian Bonnet, nommé membre du gouvernement, du 13 mai 1973 au 2 avril 1978.

### Élections de 1978
|                | Christian Bonnet sortant réélu | UDF (PR)       | 32 303 | 61,93  |  |  |  |
|                | Bernard Le Niliot              | PS             | 8 888  | 17,04  |  |  |  |
|                | René Mory                      | PCF            | 6 018  | 11,54  |  |  |  |
|                | Michel Le Corvec               | Écologie 78    | 3 395  | 6,51   |  |  |  |
|                | Claire Batisse                 | LO             | 906    | 1,74   |  |  |  |
|                | Daniel Dollé                   | UDB            | 652    | 1,25   |  |  |  |
|                |                                |                |        |        |  |  |  |
| Inscrits       | Inscrits                       | Inscrits       | 63 340 | 100,00 |  |  |  |
| Abstentions    | Abstentions                    | Abstentions    | 10 526 | 16,62  |  |  |  |
| Votants        | Votants                        | Votants        | 52 814 | 83,38  |  |  |  |
| Blancs et nuls | Blancs et nuls                 | Blancs et nuls | 652    | 1,23   |  |  |  |
| Exprimés       | Exprimés                       | Exprimés       | 52 162 | 98,77  |  |  |  |

Le suppléant de Christian Bonnet était Aimé Kerguéris, conseiller général du canton de Port-Louis, maire de Plouhinec. Aimé Kerguéris remplaça Christian Bonnet, nommé membre du gouvernement, du 6 mai 1978 au 22 mai 1981.

### Élections de 1981
|                | Christian Bonnet sortant réélu | UDF (PR)       | 29 996 | 62,55  |  |  |  |
|                | Paul Baudic                    | PS             | 14 335 | 29,89  |  |  |  |
|                | René Mory                      | PCF            | 3 623  | 7,55   |  |  |  |
|                | Éric Le Proust                 | CCA            | 1      | 0      |  |  |  |
|                |                                |                |        |        |  |  |  |
| Inscrits       | Inscrits                       | Inscrits       | 65 472 | 100,00 |  |  |  |
| Abstentions    | Abstentions                    | Abstentions    | 16 983 | 25,94  |  |  |  |
| Votants        | Votants                        | Votants        | 48 489 | 74,06  |  |  |  |
| Blancs et nuls | Blancs et nuls                 | Blancs et nuls | 534    | 1,1    |  |  |  |
| Exprimés       | Exprimés                       | Exprimés       | 47 955 | 98,9   |  |  |  |

Le suppléant de Christian Bonnet était Aimé Kerguéris.
Christian Bonnet est élu sénateur le 25 septembre 1983.

### Élection partielle du 11 et 18 décembre 1983
| Candidat       | Candidat           | Parti          | Premier tour | Premier tour | Second tour | Second tour |  |
| Candidat       | Candidat           | Parti          | Voix         | %            | Voix        | %           |  |
| -------------- | ------------------ | -------------- | ------------ | ------------ | ----------- | ----------- |  |
|                | Michel Naël        | app. UDF       | 11 441       | 28,16        | 13 780      | 41,1        |  |
|                | Aimé Kergueris élu | diss. UDF      | 8 932        | 21,98        | 19 749      | 58,9        |  |
|                | Paul Baudic        | PS             | 6 296        | 15,5         |             |             |  |
|                | Joseph Kerguéris   | diss. UDF      | 6 281        | 15,46        |             |             |  |
|                | Jean-Marie Le Pen  | FN             | 4 884        | 12,02        |             |             |  |
|                | René Mory          | PCF            | 2 177        | 5,36         |             |             |  |
|                | Bernard Guérin     | UDB            | 617          | 1,52         |             |             |  |
|                |                    |                |              |              |             |             |  |
| Inscrits       | Inscrits           | Inscrits       | 67 138       | 100,00       | 67 129      | 100,00      |  |
| Abstentions    | Abstentions        | Abstentions    | 25 907       | 38,59        | 30 151      | 44,92       |  |
| Votants        | Votants            | Votants        | 41 231       | 61,41        | 36 978      | 55,08       |  |
| Blancs et nuls | Blancs et nuls     | Blancs et nuls | 603          | 1,46         | 3 449       | 9,33        |  |
| Exprimés       | Exprimés           | Exprimés       | 40 628       | 98,54        | 33 529      | 90,67       |  |

### Élections de 1988
|                | Aimé Kergueris sortant réélu | UDF (PR) (URC) | 25 614 | 54,08  |  |  |  |
|                | Jean-Claude Guiziou          | PS             | 14 544 | 30,71  |  |  |  |
|                | Yann Cadoret                 | FN             | 4 376  | 9,24   |  |  |  |
|                | Michel Le Scouarnec          | PCF            | 2 827  | 5,97   |  |  |  |
|                |                              |                |        |        |  |  |  |
| Inscrits       | Inscrits                     | Inscrits       | 71 023 | 100,00 |  |  |  |
| Abstentions    | Abstentions                  | Abstentions    | 22 671 | 31,92  |  |  |  |
| Votants        | Votants                      | Votants        | 48 352 | 68,08  |  |  |  |
| Blancs et nuls | Blancs et nuls               | Blancs et nuls | 991    | 2,05   |  |  |  |
| Exprimés       | Exprimés                     | Exprimés       | 47 361 | 97,95  |  |  |  |

Le suppléant d'Aimé Kerguéris était Eugène Le Couviour, RPR, chef d'entreprise, maire de Pluvigner.

### Élections de 1993
|                | Aimé Kergueris sortant réélu | UDF (PR)       | 25 819 | 52,78  |  |  |  |
|                | Jean-François Chambrette     | FN             | 6 970  | 14,25  |  |  |  |
|                | Jean-Claude Ropert           | PS (ADFP)      | 6 389  | 13,06  |  |  |  |
|                | Patrice Le Borgnic           | GÉ (EÉ)        | 4 664  | 9,53   |  |  |  |
|                | Michel Le Scouarnec          | PCF            | 3 399  | 6,95   |  |  |  |
|                | Guy Grisel                   | LT-LNÉ         | 1 676  | 3,43   |  |  |  |
|                |                              |                |        |        |  |  |  |
| Inscrits       | Inscrits                     | Inscrits       | 74 773 | 100,00 |  |  |  |
| Abstentions    | Abstentions                  | Abstentions    | 22 383 | 29,93  |  |  |  |
| Votants        | Votants                      | Votants        | 52 390 | 70,07  |  |  |  |
| Blancs et nuls | Blancs et nuls               | Blancs et nuls | 3 473  | 6,63   |  |  |  |
| Exprimés       | Exprimés                     | Exprimés       | 48 917 | 93,37  |  |  |  |

Le suppléant d'Aimé Kerguéris était Jean-Michel Kervadec, commerçant, conseiller général du canton de Quiberon, maire de Quiberon.

### Élections de 1997
| Candidat       | Candidat                     | Parti          | Premier tour | Premier tour | Second tour | Second tour |  |
| Candidat       | Candidat                     | Parti          | Voix         | %            | Voix        | %           |  |
| -------------- | ---------------------------- | -------------- | ------------ | ------------ | ----------- | ----------- |  |
|                | Aimé Kergueris sortant réélu | UDF (PR)       | 16 849       | 33,03        | 28 502      | 54,35       |  |
|                | Benoît Hamon                 | PS             | 10 656       | 20,89        | 23 937      | 45,65       |  |
|                | Michel Le Scouarnec          | PCF            | 6 437        | 12,62        |             |             |  |
|                | René Bouin                   | FN             | 6 349        | 12,44        |             |             |  |
|                | Gérard Pierre                | LDI (MPF)      | 2 670        | 5,23         |             |             |  |
|                | Roger Keraudran              | Divers droite  | 2 399        | 4,7          |             |             |  |
|                | Marie-Laure Thévenot         | GÉ             | 2 085        | 4,09         |             |             |  |
|                | Christian Guénal             | Divers         | 1 477        | 2,9          |             |             |  |
|                | Yann Verney                  | UDB            | 1 209        | 2,37         |             |             |  |
|                | Patrice Le Borgnic           | MDR            | 886          | 1,74         |             |             |  |
|                |                              |                |              |              |             |             |  |
| Inscrits       | Inscrits                     | Inscrits       | 75 960       | 100,00       | 75 967      | 100,00      |  |
| Abstentions    | Abstentions                  | Abstentions    | 22 594       | 29,74        | 20 814      | 27,4        |  |
| Votants        | Votants                      | Votants        | 53 366       | 70,26        | 55 153      | 72,6        |  |
| Blancs et nuls | Blancs et nuls               | Blancs et nuls | 2 349        | 4,4          | 2 714       | 4,92        |  |
| Exprimés       | Exprimés                     | Exprimés       | 51 017       | 95,6         | 52 439      | 95,08       |  |

Le suppléant d'Aimé Kerguéris était Jean-Michel Kervadec.

### Élections de 2002
| Candidat       | Candidat                     | Parti          | Premier tour | Premier tour | Second tour | Second tour |  |
| Candidat       | Candidat                     | Parti          | Voix         | %            | Voix        | %           |  |
| -------------- | ---------------------------- | -------------- | ------------ | ------------ | ----------- | ----------- |  |
|                | Aimé Kergueris sortant réélu | UMP            | 21 718       | 39,37        | 29 946      | 60,28       |  |
|                | Nathalie Le Magueresse       | PS             | 10 810       | 19,6         | 19 735      | 39,72       |  |
|                | Michel Le Scouarnec          | PCF            | 6 572        | 11,91        |             |             |  |
|                | Gérard d'Aboville            | Divers droite  | 6 444        | 11,68        |             |             |  |
|                | René-Marie Bouin             | FN             | 5 073        | 9,2          |             |             |  |
|                | Hervé Pernet                 | LCR            | 881          | 1,6          |             |             |  |
|                | Martine Dano                 | UDB            | 759          | 1,38         |             |             |  |
|                | Thierry Varlet               | Cap21          | 745          | 1,35         |             |             |  |
|                | Philippe Mabire              | Extrême droite | 634          | 1,15         |             |             |  |
|                | Dominique Baudel             | LO             | 491          | 0,89         |             |             |  |
|                | Laurent Joly                 | CPNT           | 367          | 0,67         |             |             |  |
|                | Michel Gain                  | GÉ             | 361          | 0,65         |             |             |  |
|                | Josiane Le Floc'h            | MNR            | 305          | 0,55         |             |             |  |
|                |                              |                |              |              |             |             |  |
| Inscrits       | Inscrits                     | Inscrits       | 83 495       | 100,00       | 83 490      | 100,00      |  |
| Abstentions    | Abstentions                  | Abstentions    | 27 421       | 32,84        | 31 799      | 38,09       |  |
| Votants        | Votants                      | Votants        | 56 074       | 67,16        | 51 691      | 61,91       |  |
| Blancs et nuls | Blancs et nuls               | Blancs et nuls | 914          | 1,63         | 2 010       | 3,89        |  |
| Exprimés       | Exprimés                     | Exprimés       | 55 160       | 98,37        | 49 681      | 96,11       |  |

Le suppléant d'Aimé Kergueris était Jean-Michel Belz, maire de Quiberon, directeur de collège.

### Élections de 2007
| Candidat       | Candidat               | Parti          | Premier tour | Premier tour | Second tour | Second tour |  |
| Candidat       | Candidat               | Parti          | Voix         | %            | Voix        | %           |  |
| -------------- | ---------------------- | -------------- | ------------ | ------------ | ----------- | ----------- |  |
|                | Michel Grall élu       | UMP            | 16 074       | 26,56        | 29 755      | 52,25       |  |
|                | Nathalie Le Magueresse | PS             | 11 619       | 19,2         | 27 189      | 47,75       |  |
|                | Jean-Michel Belz       | Divers droite  | 10 439       | 17,25        |             |             |  |
|                | Michel Le Scouarnec    | PCF            | 6 206        | 10,26        |             |             |  |
|                | Gérard Pierre          | Divers droite  | 4 946        | 8,17         |             |             |  |
|                | Christine Bellego      | UDF–MoDem      | 4 045        | 6,68         |             |             |  |
|                | Claire Masson          | Les Verts      | 2 178        | 3,6          |             |             |  |
|                | Bruno Petit            | FN             | 1 921        | 3,17         |             |             |  |
|                | Alain Malarde          | Divers         | 1 591        | 2,63         |             |             |  |
|                | Claude Godet           | CPNT           | 516          | 0,85         |             |             |  |
|                | Jean-Louis Amisse      | LO             | 513          | 0,85         |             |             |  |
|                | Jean-Michel Bastien    | Divers         | 462          | 0,76         |             |             |  |
|                |                        |                |              |              |             |             |  |
| Inscrits       | Inscrits               | Inscrits       | 93 252       | 100,00       | 93 219      | 100,00      |  |
| Abstentions    | Abstentions            | Abstentions    | 31 865       | 34,17        | 34 374      | 36,87       |  |
| Votants        | Votants                | Votants        | 61 387       | 65,83        | 58 845      | 63,13       |  |
| Blancs et nuls | Blancs et nuls         | Blancs et nuls | 877          | 1,43         | 1 901       | 3,23        |  |
| Exprimés       | Exprimés               | Exprimés       | 60 510       | 98,57        | 56 944      | 96,77       |  |

### Élections de 2012
| Candidat       | Candidat               | Parti                    | Premier tour | Premier tour | Second tour | Second tour |  |
| Candidat       | Candidat               | Parti                    | Voix         | %            | Voix        | %           |  |
| -------------- | ---------------------- | ------------------------ | ------------ | ------------ | ----------- | ----------- |  |
|                | Nathalie Le Magueresse | PS                       | 22 030       | 35,40        | 29 630      | 48,12       |  |
|                | Philippe Le Ray élu    | Divers droite (MoDem)    | 15 144       | 24,34        | 31 942      | 51,88       |  |
|                | Michel Grall sortant   | UMP                      | 12 453       | 20,01        | Retrait     | Retrait     |  |
|                | Claude Le Ny           | RBM (FN)                 | 5 584        | 8,97         |             |             |  |
|                | Roland Le Sauce        | FG (PCF) (Divers gauche) | 3 066        | 4,93         |             |             |  |
|                | Anne-Marie Boudou      | EÉLV                     | 2 767        | 4,45         |             |             |  |
|                | Bertrand Deléon        | EAB ,                    | 550          | 0,88         |             |             |  |
|                | Philippe Gilbin        | DLR                      | 416          | 0,67         |             |             |  |
|                | Annick Coateval        | LO                       | 220          | 0,35         |             |             |  |
|                |                        |                          |              |              |             |             |  |
| Inscrits       | Inscrits               | Inscrits                 | 98 529       | 100,00       | 98 524      | 100,00      |  |
| Abstentions    | Abstentions            | Abstentions              | 35 583       | 36,11        | 35 587      | 36,12       |  |
| Votants        | Votants                | Votants                  | 62 946       | 63,89        | 62 937      | 63,88       |  |
| Blancs et nuls | Blancs et nuls         | Blancs et nuls           | 716          | 1,14         | 1 365       | 2,17        |  |
| Exprimés       | Exprimés               | Exprimés                 | 62 230       | 98,86        | 61 572      | 97,83       |  |

### Élections de 2017
Les élections législatives françaises de 2017 ont eu lieu les dimanches 11 et 18 juin 2017.
|                                                                          |                                                                                          |                           |                           |                          |                          |
|                                                                          |                                                                                          | Premier tour 11 juin 2017 | Premier tour 11 juin 2017 | Second tour 18 juin 2017 | Second tour 18 juin 2017 |
|                                                                          |                                                                                          |                           |                           |                          |                          |
|                                                                          |                                                                                          | Nombre                    | % des inscrits            | Nombre                   | % des inscrits           |
| Inscrits                                                                 | Inscrits                                                                                 | 104 335                   | 100,00                    | 104 281                  | 100,00                   |
| Abstentions                                                              | Abstentions                                                                              | 47 475                    | 45,50                     | 56 136                   | 53,83                    |
| Votants                                                                  | Votants                                                                                  | 56 860                    | 54,50                     | 48 145                   | 46,17                    |
|                                                                          |                                                                                          |                           | % des votants             |                          | % des votants            |
| Bulletins blancs                                                         | Bulletins blancs                                                                         | 1 178                     | 2,07                      | 4 509                    | 9,37                     |
| Bulletins nuls                                                           | Bulletins nuls                                                                           | 577                       | 1,01                      | 2 073                    | 4,31                     |
| Suffrages exprimés                                                       | Suffrages exprimés                                                                       | 55 105                    | 96,91                     | 41 563                   | 86,33                    |
|                                                                          |                                                                                          |                           |                           |                          |                          |
| Candidat Étiquette politique (partis et alliances)                       | Candidat Étiquette politique (partis et alliances)                                       | Voix                      | % des exprimés            | Voix                     | % des exprimés           |
|                                                                          |                                                                                          |                           |                           |                          |                          |
|                                                                          | Jimmy Pahun Divers                                                                       | 15 922                    | 28,89                     | 21 223                   | 51,06                    |
|                                                                          | Philippe Le Ray (député sortant) Les Républicains (Union des démocrates et indépendants) | 14 821                    | 26,90                     | 20 340                   | 48,94                    |
|                                                                          | David Jan La France insoumise                                                            | 5 767                     | 10,47                     |                          |                          |
|                                                                          | Éric Fordos Front national                                                               | 5 145                     | 9,34                      |                          |                          |
|                                                                          | Stéphanie Le Squer Parti socialiste                                                      | 4 455                     | 8,08                      |                          |                          |
|                                                                          | Didier Coupeau Europe Écologie Les Verts                                                 | 3 072                     | 5,57                      |                          |                          |
|                                                                          | Gwenhaëlle Le Déléter Parti communiste français                                          | 1 180                     | 2,14                      |                          |                          |
|                                                                          | Véronique Coquil Régionaliste (Oui la Bretagne)                                          | 1 001                     | 1,82                      |                          |                          |
|                                                                          | Pascale Moriss Debout la France                                                          | 897                       | 1,63                      |                          |                          |
|                                                                          | Alain Malardé Régionaliste (Parti breton)                                                | 825                       | 1,50                      |                          |                          |
|                                                                          | Yves Cau-Duparc Régionaliste (Gaullistes bretons)                                        | 729                       | 1,32                      |                          |                          |
|                                                                          | Vincent Lebeuf Divers droite (Parti chrétien-démocrate)                                  | 623                       | 1,13                      |                          |                          |
|                                                                          | Cyril Le Bail Lutte ouvrière                                                             | 364                       | 0,66                      |                          |                          |
|                                                                          | Alexandra Bert Divers (Union populaire républicaine)                                     | 304                       | 0,55                      |                          |                          |
| Source : Ministère de l'Intérieur - Deuxième circonscription du Morbihan |                                                                                          |                           |                           |                          |                          |

### Élections de 2022
| Résultats des élections législatives des 12 et 19 juin 2022 de la 2e circonscription du Morbihan |                                    |                          |              |              |             |             |
| Candidat                                                                                         | Candidat                           | Parti et coalition       | Premier tour | Premier tour | Second tour | Second tour |
| Candidat                                                                                         | Candidat                           | Parti et coalition       | Voix         | %            | Voix        | %           |
|                                                                                                  | Jimmy Pahun                        | MoDem (ENS)              | 19 426       | 32,94        | 32 026      | 58,60       |
|                                                                                                  | Karol Kirchner                     | LFI (NUPES)              | 14 667       | 24,87        | 22 630      | 41,40       |
|                                                                                                  | Joseph Martin                      | RN                       | 9 054        | 15,35        |             |             |
|                                                                                                  | Franck Vallein                     | DVD                      | 3 936        | 6,67         |             |             |
|                                                                                                  | Sophie Lemoulinier                 | LR (UDC)                 | 3 009        | 5,10         |             |             |
|                                                                                                  | Pierre-Léon Luneau                 | DVC                      | 2 692        | 4,56         |             |             |
|                                                                                                  | Florence Kappeler                  | REC                      | 2 390        | 4,05         |             |             |
|                                                                                                  | Jean-Christophe Cordaillat-Dallara | UDB                      | 1 058        | 1,79         |             |             |
|                                                                                                  | Alexandre Vellutini                | LP (UPF)                 | 902          | 1,53         |             |             |
|                                                                                                  | Corinne Brière                     | PA                       | 722          | 1,22         |             |             |
|                                                                                                  | Alain Malardé                      | PB                       | 565          | 0,96         |             |             |
|                                                                                                  | Yves Cheère                        | LO                       | 558          | 0,95         |             |             |
|                                                                                                  | Rachel Le Bihan                    | DIV                      | 1            | 0,00         |             |             |
| Votes valides                                                                                    | Votes valides                      | Votes valides            | 58 980       | 97,96        | 54 656      | 92,04       |
| Votes blancs                                                                                     | Votes blancs                       | Votes blancs             | 880          | 1,46         | 3 218       | 5,42        |
| Votes nuls                                                                                       | Votes nuls                         | Votes nuls               | 348          | 0,58         | 1 508       | 2,54        |
| Total                                                                                            | Total                              | Total                    | 60 208       | 100          | 59 382      | 100         |
| Abstention                                                                                       | Abstention                         | Abstention               | 52 195       | 46,44        | 53 021      | 47,17       |
| Inscrits / participation                                                                         | Inscrits / participation           | Inscrits / participation | 112 403      | 53,56        | 112 403     | 52,83       |

### Élections de 2024
| Candidat                 | Candidat                 | Parti et coalition       | Nuance                   | Premier tour | Premier tour | Second tour | Second tour |
| Candidat                 | Candidat                 | Parti et coalition       | Nuance                   | Voix         | %            | Voix        | %           |
| ------------------------ | ------------------------ | ------------------------ | ------------------------ | ------------ | ------------ | ----------- | ----------- |
|                          | Jimmy Pahun              | MoDem (ENS)              | ENS                      | 26 667       | 32,14        |             |             |
|                          | Florent de Kersauson     | RN                       | RN                       | 24 920       | 30,03        |             |             |
|                          | Jade Béniguel            | REV (NFP)                | UG                       | 21 405       | 25,80        |             |             |
|                          | Pierre Clavreuil         | Sans étiquette           | DVD                      | 7 472        | 9,00         |             |             |
|                          | Maëlig Tredan            | PB (PU)                  | REG                      | 1 615        | 1,95         |             |             |
|                          | Yves Cheère              | LO                       | EXG                      | 899          | 1,08         |             |             |
|                          |                          |                          |                          |              |              |             |             |
| Votes valides            | Votes valides            | Votes valides            | Votes valides            | 82 978       | 97,69        |             |             |
| Votes blancs             | Votes blancs             | Votes blancs             | Votes blancs             | 1 387        | 1,63         |             |             |
| Votes nuls               | Votes nuls               | Votes nuls               | Votes nuls               | 577          | 0,68         |             |             |
| Total                    | Total                    | Total                    | Total                    | 84 942       | 100          |             | 100         |
| Abstention               | Abstention               | Abstention               | Abstention               | 28 784       | 25,31        |             |             |
| Inscrits / participation | Inscrits / participation | Inscrits / participation | Inscrits / participation | 113 726      | 74,69        |             |             |